# Pazifische Platte

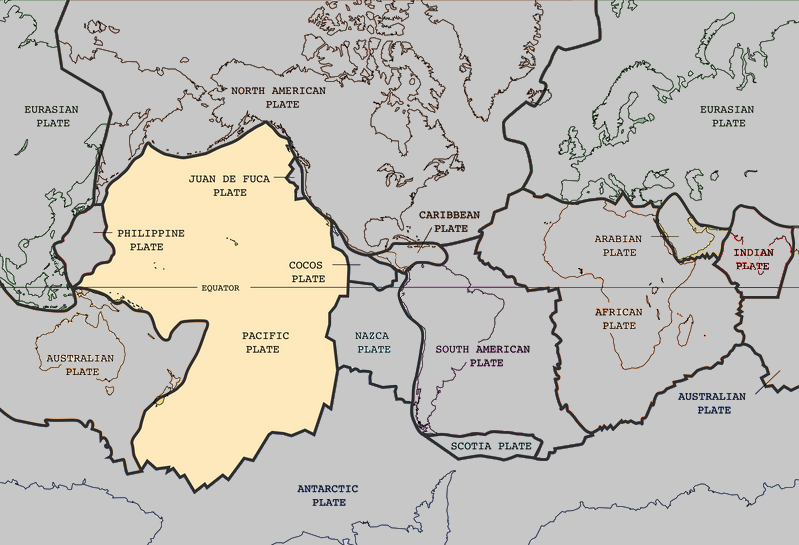
Größe und Position der Pazifischen Platte.

Die Pazifische Platte ist die größte tektonische Platte (auch Lithosphärenplatte) der Erde. Sie bildet, mit Ausnahme einiger Randbereiche, den Untergrund fast des gesamten Pazifischen Ozeans; Experten schätzen ihre Größe auf etwa 108.000.000 km². Die Pazifische Platte besteht fast ausschließlich aus ozeanischem, also schwerem, basaltischem, Erdkrustengestein; nur an ihren Rändern gibt es kleine Anteile kontinentaler Kruste. Entstanden ist die Pazifische Platte vor etwa 190 Millionen Jahren aus dem Tripelpunkt der ozeanischen Platten Farallon, Phoenix und Izanagi, die sie im Laufe der Zeit größtenteils oder gänzlich ersetzt hat.

## Lage und Abgrenzung
Die Pazifische Platte grenzt (im Uhrzeigersinn) an die Nordamerikanische Platte, die Juan-de-Fuca-Platte, die Cocosplatte, die Nazcaplatte, die Antarktische Platte, die Australische Platte, die Philippinische Platte und die Ochotsk-Platte. In den Übergangszonen zu den großen Nachbarplatten existieren einige weitere kleinere Platten; ihre Existenz ist zum Teil aber noch nicht zweifelsfrei geklärt. 

## Tektonische Aktivität
Im Zuge der Plattentektonik – also der ständigen Bewegung der Platten, die die Lithosphäre (Erdkruste und oberster Erdmantel) bilden – verschiebt sich die Pazifische Platte mit einer Geschwindigkeit von etwa 10 cm pro Jahr in nordwestlicher Richtung. Entsprechend der Bewegungsrichtung geschehen an den Übergangszonen zu den Nachbarplatten unterschiedliche geologische Prozesse. So sind im Allgemeinen die Plattengrenzen im Osten und Süden eher divergierend, wodurch Riftzonen (oder Grabenbrüche) entstehen, während im Norden und Westen die Pazifische Platte unter ihre Nachbarplatten subduziert, wodurch Tiefseegräben (bspw. Marianengraben und Kermadec-Tonga-Graben) und Inselbögen (bspw. Nordjapan und die Aleuten) gebildet werden. Ein Teil der Plattengrenze zur Nordamerikanischen Platte bildet eine Transformstörung; dort gleitet die Pazifische Platte an der Nordamerikanischen vorbei und nimmt dabei die südkalifornische Küstenregion und Niederkalifornien mit nach Norden, wodurch die San-Andreas-Verwerfung und der Golf von Kalifornien gebildet wurden.
Weite Strecken des Randes der Pazifischen Platte gehören, insbesondere dort, wo sie subduziert werden, zum Pazifischen Feuerring, zu jenen Zonen hoher tektonischer Aktivität, in denen die Mehrheit aller aktiven Vulkane der Erde liegt. Dazu im Gegensatz entsteht die Hawaii-Inselkette durch das Zusammenspiel eines Hotspots mit der sich darüber schiebenden Pazifischen Platte.